# Липский, Владимир Николаевич
Владимир Николаевич Липский — советский хозяйственный деятель, полный кавалер ордена Трудовой Славы.

## Биография
Родился в 1942 году в оккупированной Витебской области Белорусской ССР. Член КПСС с 1969 года.
В 1961—1991 — механизатор колхоза «Лачплесис» Огрского района Латвийской ССР.
Указами Президиума Верховного Совета СССР от 14 февраля 1975 года и 27 декабря 1976 года соответственно награждён орденами Трудовой Славы III и II степеней.
Указом Президиума Верховного Совета СССР от 6 июня 1984 года награждён орденом Трудовой Славы I степени, став полным кавалером ордена Трудовой Славы.
Делегат XXVII съезда КПСС.
Умер в 2019 году в Лиелварде.

## Награды
- Орден Трудового Красного Знамени (08.04.1971)